# La Señora Cornelia
La Señora Cornelia (deutsch z. B. Cornelia oder Fräulein Cornelia) ist eine Novelle von Miguel de Cervantes. Die Novelle erschien 1613 in Madrid als Teil der Novelas ejemplares.

## Kurzbeschreibung
Zwei in Bologna studierende spanische Edelleute werden in die Liebschaft zwischen dem Herzog von Ferrara und einer bolognesischen Patrizierin verwickelt, die dem Herzog ein uneheliches Kind geboren hat: Einerseits landet die Patrizierin samt Baby zufällig bei den Spaniern, andererseits soll einer der beiden Spanier den Bruder der Patrizierin beim Vorgehen gegen den Herzog unterstützen. Durch das Geschick der beiden Spanier und einiges Glück kommt es zu einem glücklichen Ende für das Liebespaar und dessen Sprössling.

## Inhalt
Das erste Verschwinden der Titelfigur
Die beiden biskayisch-spanischen Edelleute Don Antonio und Don Juan studieren in Bologna, bedient von drei Pagen und einer Haushälterin, Frau Crivelos. Die beiden Spanier wollen ausgehen, Don Antonio jedoch vorher noch beten, so dass sich Don Juan allein auf den Weg macht. Auf der Straße wird Don Juan aus einer sich öffnenden Tür als „Fabio“ angesprochen und bekommt ein Neugeborenes in den Arm gedrückt, das er in Sicherheit bringen solle. Der überrumpelte Don Juan trägt das Baby zu seiner Haushälterin Frau Crivelos. Anschließend kehrt Don Juan zu der Tür zurück, wo inzwischen etwa ein halbes Dutzend Männer gegen Alfonso d‘Este fechten, den Herzog von Ferrara. Don Juan steht dem ihm unbekannten Herzog spontan zur Seite. Zusammen halten die beiden die Angreifer in Schach, bis jene vor der heranrückenden Polizei fliehen. Don Juan verabschiedet sich. Auf seinem Heimweg trifft Don Juan seinen Studienkollegen Don Antonio, der von Cornelia Bentibolli berichtet, die auf der Flucht gewesen und nun bei ihnen untergekommen sei. Als die Haushälterin Frau Crivelos das Kind gerade zur Amme bringen will, nimmt sich Cornelia des Kindes an, erkennt es aber erst am nächsten Morgen wieder. In der dazwischenliegenden Nacht erzählt Cornelia, wie sie Herzog Alfonso kennenlernte, ihm das Eheversprechen abnahm, von ihm geschwängert wurde. Um die Schwangerschaft geheim zu halten, überredete sie ihren darüber unwissenden Bruder Lorenzo, sie in das Haus einer Cousine zu bringen. Mit dem Herzog habe sie eine Flucht ausgeheckt, die aber durch das Auftauchen von Lorenzos Bewaffneten vereitelt wurde: jener Leute, gegen die der Herzog zusammen mit Don Juan gekämpft hat. „Blind und toll vor Angst“ sei sie auf die Straße und Don Antonio in die Arme gerannt. Zum Erstaunen der Anwesenden lässt sich Cornelias Bruder Lorenzo melden und wird von Don Juan empfangen. Lorenzo beklagt sich bei Don Juan, er habe Schwester und Ehre verloren, wolle nun zu Herzog Alfonso nach Ferrara und von ihm die Wiederherstellung der Ehre oder ein Duell fordern. „Einen meiner Verwandten oder Freunde möchte ich in die Sache nicht einweihen“, so Lorenzo, der Don Juan bittet, sein Sekundant zu sein; Don Juan willigt ein. Seinem Freund Don Antonio und Lorenzos Schwester Cornelia berichtet er von Lorenzos Vorhaben.
Scheinbares Happy End
Am nächsten Morgen reiten Don Juan und Lorenzo auf Seitenwegen verkleidet gen Ferrara, in sicherer Entfernung folgt Don Antonio auf seinem Pferd. Unterwegs erfahren Don Juan und Lorenzo, dass Herzog Alfonso gar nicht in Ferrara sei, sondern in Bologna, und nehmen daher an der Hauptstraße Position, um Herzog Alfonso bei seiner Rückkehr nach Ferrara abzufangen. Als dessen Reitertrupp naht, übernimmt Don Juan die Vermittlerrolle. Alfonso erklärt, er habe Cornelia zwei Tage lang in Bologna suchen lassen und hätte sie längst geheiratet, wenn seine im Sterben liegende Mutter nicht eine andere Ehefrau wünschte. Don Antonio, der inzwischen zur Gruppe gestoßen ist, bekundet, dass Cornelia und das Baby in Sicherheit seien, nämlich im Hause der beiden Spanier.
Das zweite Verschwinden der Titelfigur und das endgültige Happy End
Als die beiden Spanier, der Herzog und Lorenzo Bentibolli bei der Behausung der Spanier eintreffen, stellen sie fest, dass Cornelia und das Kind verschwunden sind. Die Haushälterin Frau Crivelos hatte nach deren Abreise gegenüber Cornelia nämlich gemeint, man müsse „närrisch“ sein zu glauben, Lorenzo würde sich wirklich einem Fremden anvertrauen. Frau Crivelos hatte daher vorgeschlagen, Zuflucht in einem Pfarrhaus zwei Meilen vor Ferrara zu suchen. Der dortige Pfarrer ist Frau Crivelos laut deren Angaben, „mehr verpflichtet als sonst ein Herr.“ Herzog Alfonso, der wegen des abermaligen Verschwindens Cornelias frustriert wieder aus Bologna abgereist ist, durchquert das Dorf, in dessen Pfarrhaus Cornelia samt Begleitung untergekommen ist. „Der Pfarrer aber war mit dem Herzog sehr befreundet“, der dort oft weilte und es als Ausgangspunkt für seine Jagden nutzte. Da Cornelia nicht genau weiß, was der Herzog plant, hält sie sich verborgen, während der Pfarrer das Baby mit Schmuckstücken behängt, die der Herzog ihr geschenkt hatte. Der Pfarrer bringt das geschmückte Baby zum Herzog, legt es ihm in den Arm, und der Herzog ist „sprachlos vor Erstaunen“. Cornelia kommt aufgrund der positiven herzoglichen Reaktion hinzu, der Herzog schickt nach seinen spanischen Bekannten und Lorenzo, der Pfarrer traut das Paar, die Vermählung wird aber geheim gehalten, bis die Mutter des Herzogs stirbt.

## Textanalyse
Bei La Señora Cornelia handelt es sich um eine auktorial erzählte Kurzgeschichte nach italienischem Vorbild. Die erzählte Zeit umfasst etwa eine Woche: Zwischen der nächtlichen Ausgangsszene und dem Zusammentreffen der beiden Spanier mit dem Herzog auf der Straße zwischen Bologna und Ferrara vergehen kaum vier Nächte, zwischen der Wiedervereinigung des Liebespaars bis zum Eintreffen der beiden Spanier und der Vermählung drei Tage. Ort der Handlung sind Bologna samt Umland sowie ein Dorf in der Nähe von Ferrara.

### Themen
Neben der Freundschaft zwischen den beiden Ausländern Don Juan und Don Antonio ist die Frage nach dem gesellschaftlichen Ansehen einer geschwängerten Frau in dieser Novelle zentral, ebenso wie in La fuerza de la sangre und Las dos doncellas. Wie in Las dos doncellas schaltet sich der Bruder der angeblich entehrten Frau ein. In La Señora Cornelia kommt erschwerend der hohe gesellschaftliche Rang desjenigen Mannes zu, der unehelich ein Kind zeugte. Um diese Erschwernis zu tragen und die Familienehre im öffentlichen Leumund möglichst unbefleckt zu lassen, schaltet der Bruder letztlich sogar einen ausländischen Studenten ein.

### Figuren
- Don Antonio de Isunza: Er hat sein Studium in Salamanca begonnen,[28] ist etwa 24 Jahre, schön, klug, wohlerzogen, musisch begabt.[29]
- Don Juan de Gamboa: Er hat sein Studium in Salamanca begonnen,[28] ist höchstens 26 Jahre, schön, klug, wohlerzogen, musisch begabt.[29]
- Alfonso d’Este: Der hartnäckige Herzog von Ferrara ist einem gleichnamigen historischen Herzog nicht zuzuordnen. Für die Gleichsetzung des Alfonsos aus der Novelle mit Alfonso I. spricht, dass seine Mutter eine Vermählung mit einer Livia wünscht, Tochter des Herzogs von Mantua.[17] Allerdings war Mantua zur Zeit Alfonso I. noch kein Herzogtum und Alfonsos Mutter längst tot, als Livia Gonzaga geboren wurde. Außerdem waren zur Zeit von Alfonso I. in Bologna die Bentivoglio nach an der Macht, die von Possart mit den Bentibolli identifiziert werden.[30] Um Alfonso II. kann es sich dagegen deswegen nicht handeln, weil der sich mit seiner Mutter überwarf, diese daher nicht in Ferrara starb und auch keine Rücksichtnahme bei Heiratsabsichten einzufordern hatte.
- Cornelia Bentibolli: Sie ist eine Waise aus einer alten, vornehmen ehemaligen Herrscherfamilie Bolognas,[29] etwa 18 Jahre, vielleicht jünger.[31] Sie hat „das schönste Antlitz, das menschliche Augen je geschaut haben“.[31] Nachdem der Herzog ihr zwei Jahre lang den Hof gemacht und ihr die Ehe versprochen hat, „gab ich mich ihm hin“.[32]
- Lorenzo Bentibolli, Cornelias Bruder: Er ist tapfer und ehrenhaft[29] und gehört nach eigenen Worten „zwar nicht zu den reichsten, aber doch zu den vornehmsten Einwohnern dieser Stadt“.[33]
- Frau Crivelos, die Haushälterin von Don Antonio und Don Juan: Sie ist nach eigenen Angaben, „guter Herkunft, denn ich stamme von den Crivelos aus Mailand, und meine Ehre steht für mich hoch über allen Sternen.“[2]
- Santiesteban: Page von Don Antonio und Don Juan

## Nachwirkung
Der Dramatiker John Fletcher hat die Cervantes-Novelle unter dem Titel The Chances für die Bühne adaptiert.

## Deutschsprachige Textausgaben
- Miguel de Cervantes Saavedra: Cornelia. In: Miguel de Cervantes Saavedra: Meistererzählungen: Die Beispielhaften Novellen. (=detebe-Klassiker. Band 22527). Aus dem Spanischen von Gerda von Uslar. Diogenes, Zürich 1993. ISBN 3-257-22527-X. S. 543–597.
- Miguel de Cervantes Saavedra: Cornelia. In: Miguel de Cervantes Saavedra: Sämtliche Erzählungen. Aus dem Spanischen von Gerda von Uslar. Anaconda, Köln 2016. ISBN 978-3-7306-0330-7. S. 543–597.